# Mary Ellen Mark

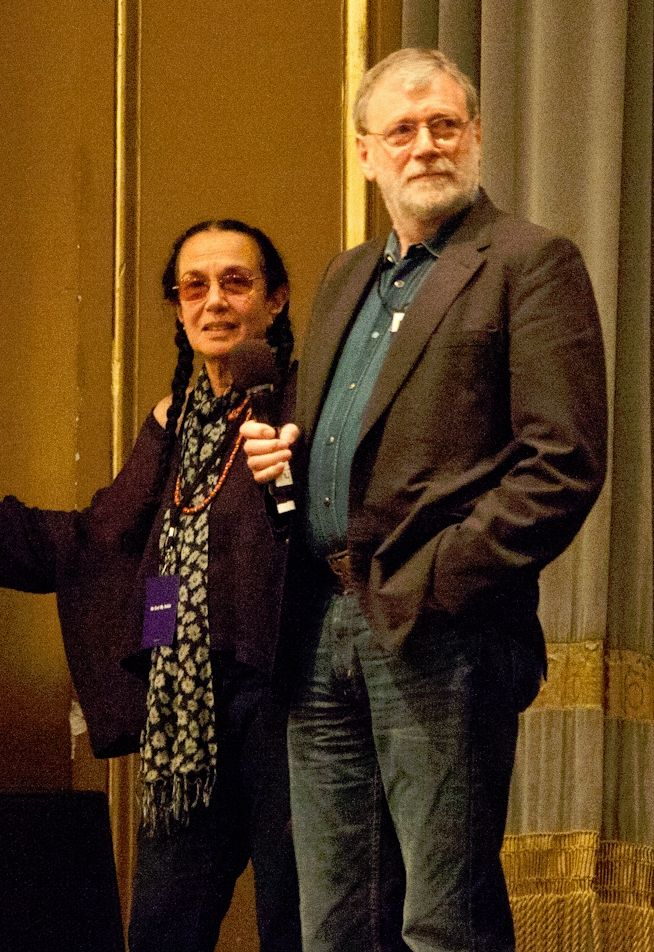
Mary Ellen Mark und Martin Bell (2011)

Mary Ellen Mark (* 20. März 1940 in Philadelphia, Pennsylvania; † 25. Mai 2015 in New York City, New York) war eine US-amerikanische Fotojournalistin und Mitglied der Fotoagentur Magnum Photos.

## Leben
Mark studierte von 1958 bis 1962 Kunst und Kunstgeschichte an der University of Pennsylvania. 1963 begann sie zu fotografieren. Sie machte 1964 ihren Bachelor in dem Fach Fotojournalismus. Ab 1966 arbeitete sie, gefördert durch ein Stipendium, als freischaffende Fotografin mit einem Augenmerk auf sozialkritische Themen. Es folgen Reisen nach Indien und in die Türkei.
In den 1970er Jahren leitete sie zahlreiche Foto-Workshops und erhielt 1975 eine Förderung der United States Information Agency. 1976 wurde sie auf eine Einladung hin Mitglied von Magnum Photos, 1977 Vollmitglied bei der Agentur. Sie verließ Magnum 1981, um sich eigenen Projekten zu widmen. Ab 1983 arbeitete sie zudem als Sportjournalistin.
Mary Ellen Mark war mit dem Regisseur Martin Bell verheiratet. Sie starb am 25. Mai 2015 im Alter von 75 Jahren im New Yorker Stadtteil Manhattan an den Folgen eines myelodysplastischen Syndroms.

## Werk
Mary Ellen Mark erhielt zahlreiche Preise für ihre Arbeiten. Im Vordergrund standen bei ihr menschliche Themen und das humanistische Anliegen, in einer klaren, direkten Bildsprache Reportagen über gesellschaftliche Randgruppen zu liefern. Sie lehnte hierbei den „reißerischen“ Fotojournalismus ab und vermied eine prätentiöse Bildsprache. Die Fotografin wollte die abgelichteten Menschen nicht in ihrer Würde verletzen; so z. B. bei ihren subtilen Fotoserien über indische Prostituierte (in Zusammenarbeit mit Mutter Teresa) sowie bei ihren Reportagen über Arbeitslose, Behinderte, Obdachlose, Junkies oder Kinder, die in Armut in der Bronx leben müssen.
Marks Arbeiten leben von ihrer Bildkomposition, die mit perfekter Technik umgesetzt wurde. Mark reihte sich damit in die lange Galerie sozialkritischer Fotografinnen und Fotografen wie Dorothea Lange, Walker Evans oder W. Eugene Smith ein und legte stets dezent ihren „fotografischen Finger“ in die Wunde der Gesellschaft.
Für ihr Werk bekam Mary Ellen Mark 1994 den Erich-Salomon-Preis der Deutschen Gesellschaft für Photographie (DGPh) verliehen.

## Ausstellungen
- 2023: Mary Ellen Mark. Encounters, C/O Berlin, Berlin[2]
- 2024: The lives of women, Kunsthalle Vogelmann, Heilbronn[3]

## Publikationen
- Passport. New York: Lustrum Press, 1974, ISBN 978-0-912810-14-0.
- Photojournalism: Mary Ellen Mark and Annie Leibovitz: The Woman's Perspective. Petersons, 1974, ISBN 0-8227-0069-7.
- Ward 81. New York: Simon & Schuster, 1979, ISBN 978-0-671-24545-0. Text von Karen Folger Jacobs, Einleitung von Miloš Forman.
  - Neuauflage Bologna: Damiani, 2008, ISBN 978-88-6208-055-2.
- Falkland Road: Prostitutes of Bombay: Photographs and Text. New York: Knopf, 1981, ISBN 978-0-394-50987-7.
  - Neuauflage Göttingen: Steidl Verlag, 2005
- Photographs of Mother Teresa's Mission of Charity in Calcutta. Carmel-by-the-Sea: Friends of Photography, 1985, ISBN 978-0-933286-43-6. Einleitung von David Featherston.
- Streetwise.
  - Philadelphia: University of Pennsylvania, 1988, ISBN 978-0-8122-1268-6. Text von Nancy Baker, Einleitung von John Irving.
  - Zweitauflage. New York: Aperture, 1992, ISBN 978-0-89381-487-8.
- The Photo Essay. Photographers at Work series. Washington, DC: Smithsonian Institution Press, 1990, ISBN 978-1-56098-003-2.
- Mary Ellen Mark: 25 Years. New York: Bulfinch, 1991, ISBN 978-0-8212-1837-2. Text von Marianne Fulton.
- Indian Circus. San Francisco: Chronicle Books, 1993, sowie Japan: Takarajimasha, 1993, ISBN 978-0-8118-0531-5. Vorwort von John Irving.
- Portraits.
  - Mailand: Federico Motta, 1995, ISBN 88-7179-075-8.
  - Washington: Smithsonian Institution, 1997, ISBN 978-1-56098-720-8. Vorwort von Mary Panzer.
- A Cry for Help: Stories of Homelessness and Hope. New York: Simon & Schuster, 1996, ISBN 978-0-684-82593-9. Einleitung von Andrew Cuomo, Vorwort von Robert Coles, Interviews von Victoria Kohn.
- Mary Ellen Mark: American Odyssey. New York: Aperture, 1999, ISBN 978-0-89381-880-7. Texte von Melissa Harris, Gedicht von Maya Angelou, Nachwort von Mark.
- Mary Ellen Mark 55. Erschienen im Rahmen der Phaidon 55-Serie. London: Phaidon, 2001, ISBN 978-0-7148-4617-0.
- Mary Ellen Mark. Erschienen im Rahmen der Photo Poche-Serie. Paris: Nathan, 2002.
- Twins. New York: Aperture, 2003, ISBN 978-1-931788-19-9.
  - Neuauflage Göttingen: Steidl, 2003, ISBN 978-1-931788-19-9 (englisch).
- Exposure: Mary Ellen Mark: The Iconic Photographs. London: Phaidon, 2005. Hardback, 2005, ISBN 978-0-7148-4404-6. Paperback, 2006, ISBN 978-0-7148-4626-2. Retrospective. Einleitungen von Weston Naef und Mark
- Undrabörn: Extraordinary Child. Reykjavík: National Museum of Iceland, 2007, ISBN 978-9979-790-14-3. Vorwort von Margaret Hallgrimsdottir, Einleitung von Mark, Artikel von Einar Falur Ingólfsson. Ausstellungskatalog.
- Seen Behind the Scene. London: Phaidon, 2008, ISBN 978-0-7148-4847-1. Einleitung von Mark, „A World Behind the Scene“ und Texte von Francis Ford Coppola, Helen Mirren, Alejandro González Iñárritu und anderen. An Filmsets entstandene Portraits von Filmschaffenden.
  - Uno sguardo dietro le quinte. Quarant'anni di fotografie sui set cinematografici. Phaidon, 2009, ISBN 978-0-7148-5712-1.
- Prom (inkl. DVD mit gleichnamigem Film von Martin Bell). Los Angeles: J. Paul Getty Museum, 2012, ISBN 978-1-60606-108-4. Fotografien von Jugendlichen und jungen Erwachsenen in den USA, die sich für den Abschlussball (Prom) fertig gemacht haben.
- Man and Beast: Photographs from Mexico and India. Austin: University of Texas, 2014, ISBN 978-0-292-75611-3. Mit einem Interview mit Mark von Melissa Harris.
- Mary Ellen Mark on the Portrait and the Moment. The Photography Workshop Series. New York: Aperture, 2015, ISBN 978-1-59711-316-8.
- Tiny: Streetwise Revisited. New York: Aperture, 2015, ISBN 978-1-59711-262-8. Mit Nachwort von Mark, Prolog von Isabel Allende und Text von John Irving.

## Lexikalischer Eintrag
- Hans-Michael Koetzle: Fotografen A-Z. Taschen Deutschland, 2015, ISBN 978-3-8365-1107-0